# 歌う革命
歌う革命（うたうかくめい、英語: Singing Revolution）は、1987年から1991年にかけて発生した、バルト三国（エストニア、ラトビア、リトアニア）の独立を目的とする一連の出来事の総称。「歌う革命」（エストニア語: laulev revolutsioon）の名はエストニア人の活動家・芸術家のヘインツ・ヴァルク (Heinz Valk) が、この革命で盛んに行われた音楽を利用したデモにちなんで命名した。3か国は後の2004年、揃ってNATOとEUに加盟している。

## 背景
第二次世界大戦後、バルト諸国は1944年に占領されて以来、完全にソビエト連邦に併合されていた。
1985年、ミハイル・ゴルバチョフが急降下しているソビエト経済の回復と生産性の向上を願って グラスノスチとペレストロイカを導入すると、一般消費財の分野を中心に共同生産体制が緩和され、同時に政治活動への規制も廃止された。このことは40年代の戦争でソ連に併合された非ロシア地域にとって、独立運動開始への契機となった。グラスノスチによって未公開の秘密が公になったためにアフガニスタン紛争 (1978年-1989年)や チェルノブイリ原子力発電所事故の対応についての不満が高まり、それを放送したり、政治の舞台でアピールする者も現れた。エストニアの関心は、リン鉱山をはじめとする大規模開発によって外国人が流入し、エストニアの国民国家としての基盤を脅かしている事にあった。
西側への亡命者たちとの繋がりや、とりわけエストニアでは、フィンランドとの地下交流、またフィンランドのテレビ放送が受信できたことが国民に西側の生活様式への憧憬を抱かせ、高まったソビエト体制への不満が全国的なデモを惹起し、このデモの効果もあって1980年の終わりにかけて国家主義者、宗教者、そして一般市民への抑圧はかなり緩和された。市民への抑圧が緩和されるや否や、たちまち巨大なデモの波がソ連を覆い尽くした。モスクワのソ連首脳はロシア以外の連邦構成国に言論の自由や独自の国旗（ソ連に占領される以前の国旗など）を許しても構成国はなおソ連に留まり続けると考えていた。ところが、1989年にはソ連からの完全な独立を求める運動の発生を許すほどにまで状況は悪化した。

## エストニア
|                                 | エストニア人 | エストニア人 | エストニア人 | エストニア人 | 非エストニア人 | 非エストニア人 | 非エストニア人 | 非エストニア人 |
|                                 | 1989年 4月   | 1989年 9月   | 1990年 1月   | 1990年 5月   | 1989年 4月     | 1989年 9月     | 1990年 1月     | 1990年 5月     |
| ------------------------------- | ------------ | ------------ | ------------ | ------------ | -------------- | -------------- | -------------- | -------------- |
| 現状維持                        | 2%           | 2%           | 0%           | 0%           | 54%            | 37%            | 20%            | 21%            |
| 国家連合としての ソ連にとどまる | 39%          | 31%          | 15%          | 2%           | 25%            | 47%            | 52%            | 46%            |
| 完全独立                        | 56%          | 64%          | 81%          | 96%          | 5%             | 9%             | 17%            | 26%            |

1987年以来繰り返されてきた大衆によるデモは、自発的に演奏される音楽を特徴としていた。ソビエト政府によって厳しく禁止されてきた国歌、民謡、聖歌などがエストニア人のロック・ミュージシャンによって奏でられ、最終的には30万人がデモに参加した。
1988年5月14日、タルトゥのポップ音楽祭にて、はじめてエストニア人の国民感情が発露せられた。5つの愛国心を表現する曲がはじめて演奏され、人々が手を取り合う伝統が生まれた。6月には、タリンで「旧市街祭」が開催され、公式の次第が終わった後に、人々はタリン音楽会堂に移動し、自発的に祖国の音楽を歌い始めた。それ以降、同様の集会が数多く開催され、アロー・マティーソンなどの作品が演奏された。中でも、タリン円形音楽堂で開かれた1988年9月11日の集会「エストニアの歌声」は全エストニア人の4分の1以上に当たる30万人が参加し、最大の規模を誇った。この集会には政治家らも積極的に出席し、彼らは初めてエストニアの独立回復を主張した。
1988年11月16日、エストニア立法府はエストニア主権宣言を発布した。1990年、エストニアは連邦の方針に反して、赤軍への徴兵を忌避する選択肢を用意した。多くの国民がこの制度を利用した。
歌う革命は4年以上続き、連邦体制に対する抗議や挑戦が繰り返された。1991年、ついに赤軍の戦車が独立への動きを押し止めるために進駐した。ところが8月20日の夜遅く、エストニア最高ソビエトとエストニア立法府はソビエト法の無効と独立の回復を宣言した。翌朝、赤軍の一隊がタリンの放送塔を占拠しようと奇襲を仕掛けたが、民衆による人間の鎖に阻まれた 。こうしたソビエト強硬派の動きは程なくしてモスクワのボリス・エリツィン率いる民主派のデモによって封じ込められ、エストニア共和国の独立は流血を見ることなく達成された。
1991年8月22日、アイスランドは独立したエストニア共和国を他国に先駆けて承認した。現在、この日を記念する銘板が外務省の外壁に設置されている。また、その外務省の住所も「アイスランド広場1番地（Islandi Väljak 1）」となっている。銘板には「1991年8月22日、アイスランドは独立を取り戻したエストニアを最初に承認した国家となった。」とエストニア語、アイスランド語、英語の三カ国語で記されている。

## ラトビア
1980年代後半、ミハイル・ゴルバチョフ総書記はソ連にグラスノスチとペレストロイカを導入し、自由主義運動への弾圧を緩和させた。その結果、ソビエト体制への嫌悪感は第三次ラトビア国家覚醒運動という形で結実し、その運動は1988年に最高潮を迎えた。
1986年、ソ連がラトビア最大の河川ダウガヴァ川に追加の水力発電所を建設し、リガ市内にも地下鉄を建設する予定であるという情報が広まっていた。モスクワの計画したこれら2つの事業は、ラトビアの景観、文化、そして歴史遺産を破壊する虞れがあった。新聞が大衆にこの計画への抵抗を呼びかけると、市民はすぐさま反応し、1987年2月28日、環境保全同志会が設立された。1980年代後半にかけて、環境保全同志会は最も影響力のある市民運動の一つとなり、環境保全のみならずラトビアの独立をも主張し始めた。
1987年6月14日、六月の大連行を記念する大会において、前年に結成された人権団体「ヘルシンキ-86」が中心となって自由の記念碑（ラトビア独立の象徴。1935年建立）に献花を捧げる運動が行われた。このことはラトビア独立運動再燃の嚆矢として広く認知された。
一方、1985年のラトビア歌謡舞踏祭も音楽を愛する大衆による非難に晒されていた。それは、これまで祭典の直後に演奏され続けていた自由なラトビアの復活を語る歌、ヤーゼプス・ヴィートルス(lt:Jāzeps Vītols)作曲のガイスマス・ピルス(lt:Gaismas pils)の演奏が禁止され、モスクワの意に沿わない指揮者は軒並み祭典から排除されていたためであった。
1988年6月1日から2日にかけて、記者同盟は大会を開催し、出席者たちは社会の民主化、ラトビアの経済主権、ソ連からの移民の阻止、工業の変容、そしてラトビア語の保護について話し合った。この会議の席上で、1939年以降のラトビアの運命を決定したモロトフ＝リッベントロップ協定の存在が初めて明らかになり、大衆の間にも広く知れ渡った。この会議は世論をひどく刺激し、混乱させたが、全体としてはラトビア再独立への動きを後押しした。
1988年の夏、ラトビア独立期に非常に大きな役割を果たした2つの団体が結成された。ラトビア人民戦線とラトビア国家独立運動であった。直後に、より自由主義的であり、ソ連側からの要求に決して屈しないことで知られたラトビア共和国市民議会も設立された。これらの団体は全て共通の目標、すなわち民主主義の復権と独立を目指していた。1988年10月7日、ラトビアの独立と法治主義の導入を求める大規模なデモ行進が行われた。10月8日から9日にかけて、ラトビア人民戦線の大会が初めて開催された。ラトビア人民戦線は200,000人の党員を集め、ラトビア再独立を主導する団体となった。
1989年8月23日、モロトフ・リッペントロップ協定から50周年の記念日に、バルト三国の人民戦線は連合して最大規模のデモ、「バルトの道」を行った。600キロメートルにわたる人間の鎖がタリンから、リガを経由してヴィリニュスまで繋げられた。この行動はソ連からの独立を求める人々の声の象徴であった。
最高ソビエトの選挙が1990年3月18日に行われ、独立支持派が勝利した。1990年5月4日、ラトビア最高ソビエトは戦間期のラトビア共和国と1922年の憲法の復活を謳った独立宣言を採択した。
1991年1月、共産主義を支持する勢力がソビエト権力の復活を企図して軍事力による新政府転覆を試みたが、ラトビア人によるデモ隊はかろうじて戦略的拠点を赤軍による占領から守りぬいた。この一連の出来事は血の日曜日事件と呼ばれた。
1991年8月19日、ソ連8月クーデターが発生した。ソビエト急進派がゴルバチョフを廃し再び権力の座を取り戻そうと試みたが、民主主義を求める民衆の反発に遭い失敗に終わった。この事件によってラトビアの独立運動はますます加速した。1991年8月21日、ラトビア共和国は「1990年5月4日の独立宣言以来、完全な独立への移行期間が始まっており、しかも、それは既に完了した。」との声明を発した。これを以ってラトビアはソ連に併合された1940年6月17日以前の法体系を取り戻し、完全な独立国家として復活を遂げた。

### 主な革命歌
- Brīvību Baltijai[6]
- Dzimtā valoda[6]
- Lāčplēsis (rock opera)
- Manai Tautai[6]
- Pūt, Vējiņi! - リーブ人の結婚式に使われるフォーク楽曲・"Pūgõ tūļ"のラトビア語版。ソ連時代、国歌の代わりとしてしばしば演奏された。

## リトアニア

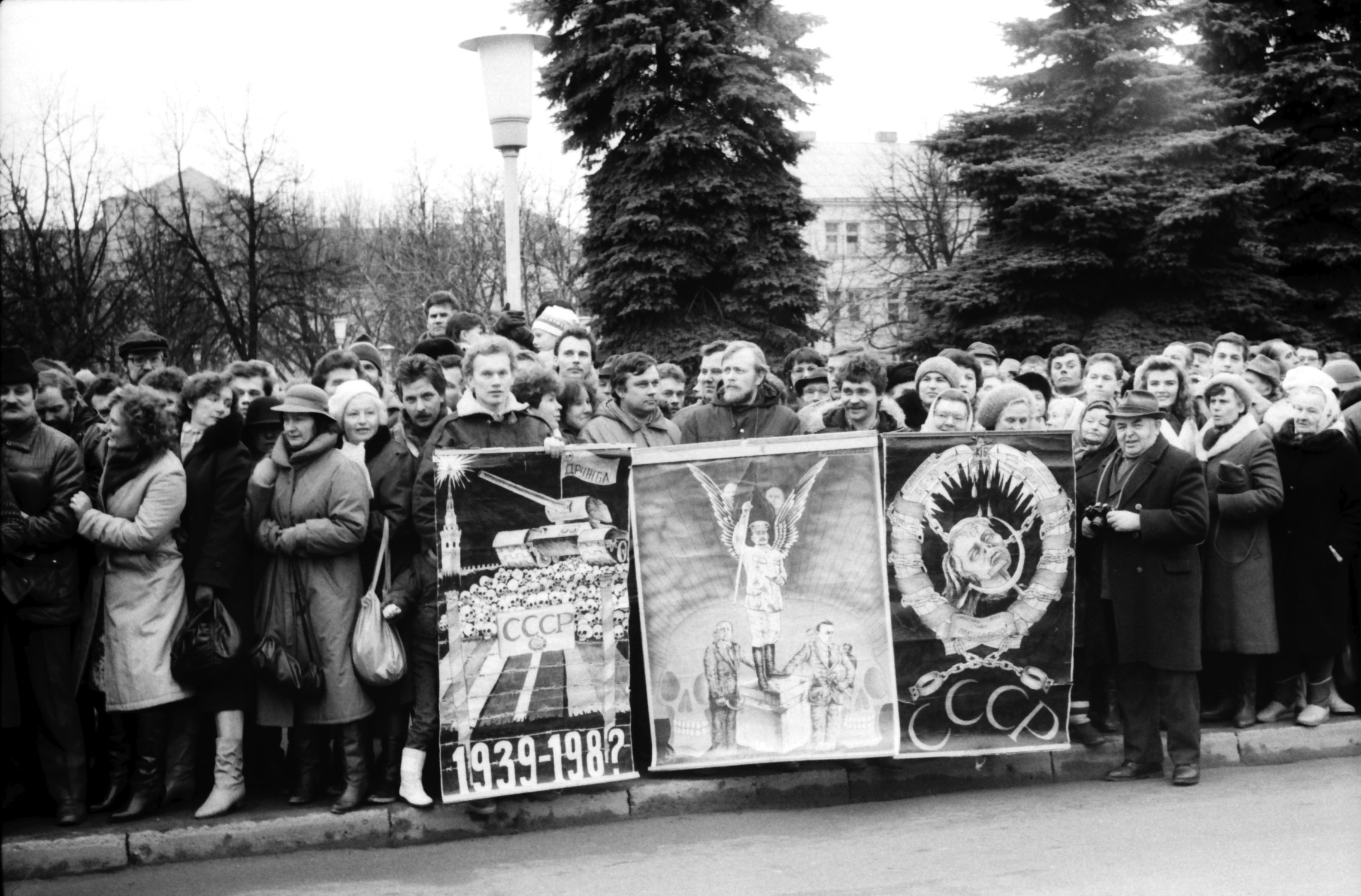
シャウレイのリトアニア人たち(1990年、ゴルバチョフの訪問時)

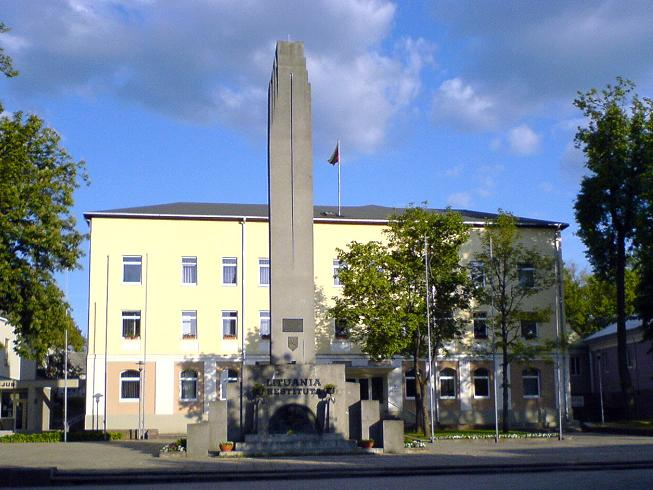
ウクメルゲの独立記念碑。1989年に再建された。

リトアニア全土から、数千もの人々が定期的に広場に集い、祖国に伝わる歌やカトリックの賛美歌を歌った。愛国歌が人気を博した。音楽家たちもこの流行に便乗し、ベルナルダス・ブラズジョニスやユスティナス・マルツィンケヴィチュスに代表される民族派詩人の詩に乗せて楽曲を作った。こうした楽曲が演奏されたロック音楽祭も、国民の独立への意識を高めるのに一役買った。
1988年6月3日、民主独立運動を指導する政治団体「サユディス」が結成された。
高まるソビエト体制への反感を受けて、1988年10月21日ヴィリニュス大聖堂がカトリック教会に返還された。この大聖堂はソ連によって美術館として転用されていた。時を同じくして各地の独立記念碑が再建され、11月18日には議会によって国旗と国歌がリトアニア元来の国歌と三色旗に置き換えられ、法的に復活を遂げた。
1990年5月11日、半世紀に渡るソ連の占領時代と併合を経て、リトアニア共和国はソビエト連邦からの独立を宣言した最初の国家となった。ラトビアとエストニアも続いた。しかし、真っ先に承認を与えたアイスランドを除く国際社会は1991年8月までリトアニアの承認を躊躇し続けた。
赤軍はリトアニアの行動に対して、極めて暴力的な方法で反応した。1991年1月13日、赤軍の歩兵と戦車から首都ヴィリニュスの放送塔と国会議事堂を守っていた14人の非武装の市民が殺され、数百人が負傷した。この事件は「血の日曜日」と呼ばれている。互いに腕を組み、HEIAPを装備した赤軍の戦車隊に立ちはだかった市民たちの勇気と犠牲がより大きな流血から祖国を救い、リトアニア人の独立へ向けた覚悟を世界に示すことに成功した。
1991年、ソ連8月クーデターの失敗を見届けた後、国際社会はリトアニアを国家承認した。